# 圣约瑟夫 (留尼汪)
圣约瑟夫（法語：Saint-Joseph，發音：[sɛ̃ ʒozɛf] ⓘ）是法国海外省留尼汪的一个市镇，属于圣皮埃尔区。

## 地理
圣约瑟夫（21°22'43"S, 55°37'9"E）面积178.5 平方千米，位于法国海外省留尼汪。
与圣约瑟夫接壤的市镇（或旧市镇、城区）包括：珀蒂特伊勒、圣菲利普、圣皮埃尔、圣罗斯、勒唐蓬。
圣约瑟夫的时区为UTC+04:00。

## 行政
圣约瑟夫的邮政编码为97480，INSEE市镇编码为97412。

## 政治
圣约瑟夫所属的省级选区为圣约瑟夫县和圣皮埃尔第三县，其也是圣约瑟夫县的中央投票站所在地。

## 人口

1962-2008年间圣约瑟夫人口变化图示

圣约瑟夫于2022年1月1日时的人口数量为38992人。